# Zabavna glazba
Zabavna glazba (engl. light music, popular music ↓1; njem. leichte Musik, Unterhaltungsmusik, U-Musik; fr. musique légère; tal. musica leggera) naziv je za vrstu glazbe kojoj pripadaju nepretenciozna glazbena djela namijenjena zabavi i razonodi. ↓2  Iako u najširem smislu postoji oduvijek, zabavnu glazbu – kao pojam i pojavu u povijesti glazbe – sustavnije se prati od sredine 19. stoljeća.

## Povijest
Već sam naziv zabavna glazba – u engleskom i njemačkom jeziku često nazivanom i laka glazba (light music; leichte Musik) – ovu vrstu glazbe određuje kao ničim obvezujuću, namijenjenu stvaranju ugodna raspoloženja i zabavi. Sredinom 19. stoljeća u građanskome se sloju njeguje tzv. salonska glazba, koja se razvila iz komornoga muziciranja po aristokratskim salonima. U toj se sladunjavoj i katkada isprazno virtuoznoj glazbi umjetničko sve češće počelo zamjenjivati komercijalnim. Mnogi su ugledni skladatelji bili protiv takve glazbene prakse, a svoje je ogorčenje njome u časopisu Neue Zeitschrift für Musik (Novi časopis za glazbu) svojedobno izrazio i Robert Schumann. Zabavna glazba 19. stoljeća u urbanim je sredinama slušateljima služila za razonodu te ih nije »opterećivala« čak ni elementarnim poznavanjem ikakvih njenih oblikovnih, sadržajnih i izražajnih značajki ili umjetničkih poruka. Na smjeni 19. i 20. stoljeća salonsku glazbu potiskuje još bljeđa i jednostavnija glazbena praksa, u kojoj će se tijekom 20. stoljeća miješati mnoge popularne glazbene vrste i oblici. Najtipičniji oblik zabavne glazbe u 20. stoljeću je šlager (njem. Schlager, engl. song = pjesma) – pomodna popijevka lakopamtljive melodije, jednostavnoga ritma i harmonije skladana najčešće kao reprizna dvodijelna pjesma s tematikom malih dnevnih radosti i žalosti. U povijesti zabavne glazbe značajna je i francuska šansona, u kojoj često dominira tekst vrlo izrazite pjesničke vrijednosti; u kakvoj romanci je pak važnija melodija, dok je u nekim vrstama suvremene beat-glazbe težište na ritmu. Pojam zabavna glazba poznatiji je u Europi nego, primjerice, u Americi: američka publika taj žanr poznaje pod nazivima Easy listening, Mood music, Beautiful music ili Pop instrumental.
Zabavna glazba je u mnogočemu srodna plesnoj i narodnoj glazbi, posebice u svojoj društvenoj ulozi. S pojavom i razvojem radija i televizije ta se vrsta glazbe sve više komercijalizirala. Mnogi su autori počeli skladati glazbu za razne filmske produkcije i zabavne emisije, te popularne pjevače i vokalno-instrumentalne sastave. Sredinom 20. stoljeća organizirani su i prvi festivali zabavne glazbe, od kojih se mnogi održavaju i danas, primjerice Zagrebfest, Festival zabavne glazbe Split, Festival di Sanremo i Pjesma Eurovizije. Zajedno s pop-glazbom, pod čime se u početku podrazumijevala i najjednostavnija rock’n’roll-glazba uz električne gitare, zabavna je glazba danas predmet posebnih studija.

## Značajke zabavne glazbe
Zabavnu glazbu možemo lako prepoznati po njenim osnovnim značajkama:
- jednostavnoj, lakopamtljivoj i „zaraznoj“ melodiji s pjevnim refrenom,
- nepretencioznim tekstovima jednostavne, često lirske tematike,
- zanimljivim, pomno razrađenim i katkada egzotičnim harmonijskim progresijama u kombinaciji s kakvim karakterističnim kontrapunktom, te
- zanimljivim aranžmanima (za manje sastave ili orkestre) u kojima su jasno određeni i razrađeni pojedini dijelovi kakve pjesme ili instrumentalne skladbe.[6]

S vremenom su se u zabavnoj glazbi izmiješali elementi mnogih glazbenih vrsta i stilova. Aranžeri često obrađuju poznate glazbene teme iz popularnih filmova i simfonijskih djela skladatelja tzv. ozbiljne glazbe. Po tome su osobito poznati Ray Conniff, James Last, Paul Mauriat, Henry Mancini, Mantovani, Percy Faith i Leroy Anderson. Osim njih, i mnogi su drugi nadareni skladatelji i aranžeri stekli svjetsku slavu obradama popularnih tema, pjesama i melodija koje su mnogobrojni ljubitelji te glazbe diljem svijeta uvijek rado slušali. Velika popularnost tzv. lake glazbe (engl. Light music) u razdoblju od 1935. do 1965. dokazala je da je moguće skladati i „ne pretjerano ozbiljnu“ a ipak kvalitetnu glazbu za široki krug slušatelja. U tom smislu zabavna je glazba također pokazala i potvrdila da nije „samo plesna“ ili „samo laka“ ili pak samo prigodna zvučna kulisa u, primjerice, kazališnim predstavama, već da je njezino prisustvo doista potrebno i traženo u mnogim područjima ljudskoga života i djelovanja.

## Popularni izvođači zabavne glazbe
ABBA • Charles Aznavour • Nina Badrić • Bee Gees • Tony Bennett  • Boston Pops Orchestra • Dalibor Brun • Meri Cetinić • Mirko Cetinski • Tony Cetinski • Cher • Vinko Coce • Cubismo • Toto Cutugno • Zdravko Čolić • Doris Day • Céline Dion • Ljupka Dimitrovska • Divas • Natali Dizdar • Oliver Dragojević • Dubrovački trubaduri • Sergio Endrigo • Ksenija Erker • Viki Glovacki • Karolina Gočeva • Petar Grašo • Mladen Grdović • Grupa 777 • Ditka Haberl • Milo Hrnić • Julio Iglesias • Tomislav Ivčić • Harry James • Miki Jevremović • Tom Jones • Beti Jurković • Ibrica Jusić • Tereza Kesovija • Nat King Cole • Toni Kljaković • Zorica Kondža • Višnja Korbar • Mišo Kovač • Zvonimir Krkljuš • Kvartet 4M • Lado Leskovar • Johnny Logan • Duško Lokin • Magazin • Džo Maračić • Dean Martin • Danijela Martinović • Đani Maršan • Bette Midler • Liza Minnelli • Domenico Modugno • Kemal Monteno • Novi fosili • Gabi Novak • Lola Novaković • Marko Novosel • Opatijski suveniri • Patti Page • Pepel in kri • Lidija Percan • Oto Pestner • Toše Proeski • Ivo Robić • Jelena Rozga • Massimo Savić • Frank Sinatra • Krunoslav Slabinac • Stjepan Jimmy Stanić • Đani Stipaničev • Jadranka Stojaković • Barbra Streisand • Ivica Šerfezi • Zdravko Škender • Ana Štefok • Radojka Šverko • Tajči • Miro Ungar • Rajka Vali • Vanna • Claudio Villa • Severina Vučković • Zdenka Vučković • Vice Vukov • Jasna Zlokić • Anica Zubović

## Hrvatski skladatelji zabavne glazbe
Joško Banov • Andrej Baša • Miroslav Biro • Mario Bogliuni • Vilibald Čaklec • Arsen Dedić • Drago Diklić • Marijan Domić • Rajko Dujmić • Pero Gotovac • Nenad Grčević • Hrvoje Hegedušić • Tonči Huljić • Đelo Jusić • Alfi Kabiljo • Nikica Kalogjera • Stipica Kalogjera • Mario Kinel • Ivica Krajač • Ljubo Kuntarić • Rudolf Mahalup • Stjepan Mihaljinec • Boris Novković • Đorđe Novković • Krešimir Oblak • Vlaho Paljetak • Ferdo Pomykalo • Miljenko Prohaska • Hari Rončević • Zdenko Runjić • Zlatan Stipišić Gibonni • Zvonko Špišić • Zrinko Tutić • Alfons Vučer